# Pfeiffer Georgi
Pfeiffer Zara Georgi (Berkeley, 27 september 2000) is een Britse baan- en wielrenster die sinds 2021 voor het Nederlandse Team Picnic PostNL rijdt.

## Carrière
In 2017 won Georgi Gent-Wevelgem voor junior dames. Een jaar later won ze onder andere de Trofeo Da Moreno (de junioren editie van Trofeo Alfredo Binda) en de eindklassementen van de Healthy Ageing Tour en Watersley Ladies Challenge. In de Simac Ladies Tour 2021 won ze de witte trui van het jongerenklassement. Twee weken later won ze de Franse wedstrijd La Choralis Fourmies, voor Rachel Neylan en Silvia Zanardi.

## Palmares

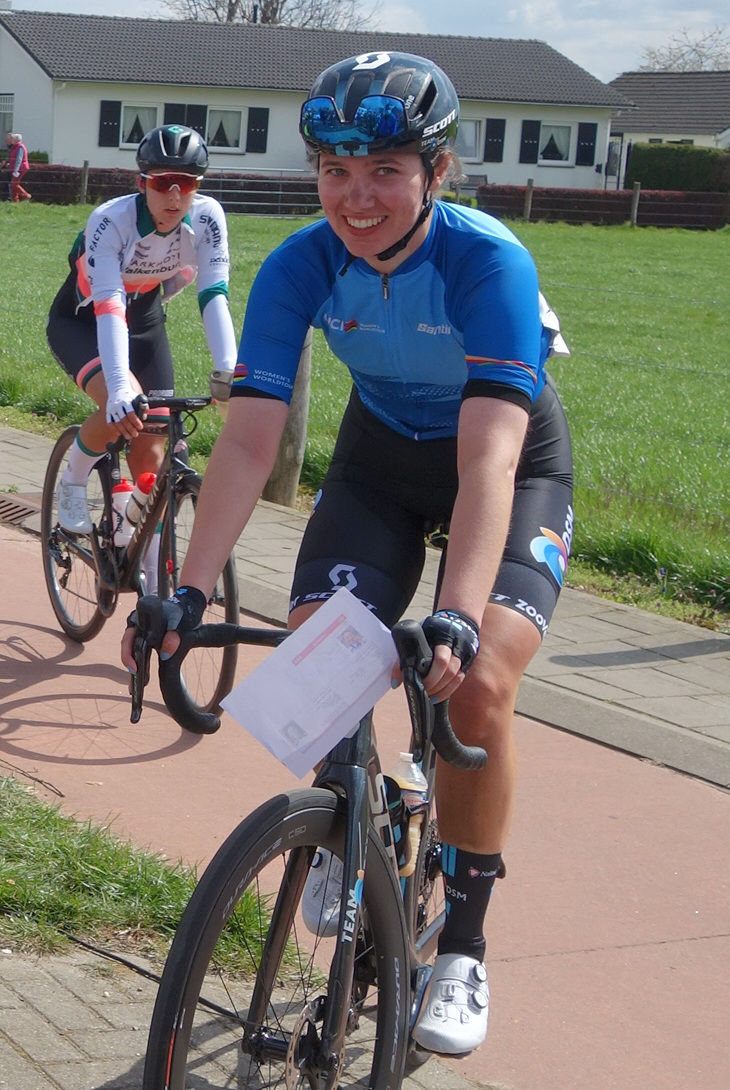
In de jongerentrui van de World Tour

### Wegwielrennen
2017
Gent-Wevelgem, junior
  Punten- en jongerenklassement Healthy Ageing Tour, junior
2018
Trofeo Da Moreno
 Eindklassement Healthy Ageing Tour, junior
2e etappe Healthy Ageing Tour, junior
 Eindklassement Watersley Ladies Challenge
1e etappe Watersley Ladies Challenge
2019
 Brits kampioenschap tijdrijden, beloften
2021
 Brits kampioene op de weg, elite
 Jongerenklassement Simac Ladies Tour
La Choralis Fourmies
2022
Jongerenklassement Baloise Ladies Tour
2023
Classic Brugge-De Panne
Dwars door de Westhoek
 Brits kampioene op de weg, elite
Binche-Chimay-Binche
2024
 Brits kampioene op de weg, elite

#### Uitslagen in voornaamste wedstrijden
| Jaar | Ronde van Italië | Ronde van Frankrijk | Ronde van Spanje |
| ---- | ---------------- | ------------------- | ---------------- |
| 2021 |                  |                     |                  |
| 2022 |                  | 50e                 |                  |
| 2023 |                  | 61e                 |                  |
| 2024 |                  | opgave              |                  |
| 2025 | opgave           | 52e                 | 43e              |

| Jaar | Milaan-San Remo | Gent-Wevelgem | Ronde van Vlaanderen | Parijs-Roubaix | Amstel Gold Race | Omloop Het Nieuwsblad | Strade Bianche |  | WK op de weg |
| ---- | --------------- | ------------- | -------------------- | -------------- | ---------------- | --------------------- | -------------- |  | ------------ |
| 2021 |                 |               |                      | 58e            |                  | 68e                   |                |  | 35e          |
| 2022 |                 | 15e           | 38e                  | 9e             | 41e              | 45e                   |                |  | 16e          |
| 2023 |                 | 11e           | 16e                  | 8e             | 7e               | 5e                    | 9e             |  | 28e          |
| 2024 |                 | 30e           | 13e                  | ↑              | 4e               | 13e                   | opgave         |  |              |
| 2025 | 16e             | 53e           | 23e                  | 13e            | 32e              | 7e                    |                |  |              |

### Baanwielrennen
| Jaar     | BK                                                             | EK                                      | WK                   | Overige  |
| Junioren | Junioren                                                       | Junioren                                | Junioren             | Junioren |
| -------- | -------------------------------------------------------------- | --------------------------------------- | -------------------- | -------- |
| 2017     | koppelkoers · scratch                                          | afvalkoers · koppelkoers                |                      |          |
| 2018     | puntenkoers                                                    |                                         | ploegenachtervolging |          |
| Elite    |                                                                |                                         |                      |          |
| 2017     | koppelkoers · ploegenachtervolging · 9e scratch                |                                         |                      |          |
| 2018     | ploegenachtervolging · 7e omnium · 8e puntenkoers · 9e scratch |                                         |                      |          |
| 2022     |                                                                | afvalkoers · 4e koppelkoers · 8e omnium |                      |          |

## Ploegen
- 2019 –  Team Sunweb
- 2020 –  Team Sunweb
- 2021 –  Team DSM
- 2022 –  Team DSM
- 2023 –  Team DSM-Firmenich
- 2024 -  Team DSM-Firmenich PostNL
- 2025 -  Team DSM-Firmenich PostNL

Andersen · Brand · Ensing · Georgi · Kirchmann · Labous · Lippert · Mackaij · Mathiesen · Rivera · Soek
Andersen · Georgi · Henderson · Jackson · Kirchmann · Koch · Labous · Lippert · Mackaij · Mathiesen · Olausson · Rivera · Soek · Wiebes
Andersen · Georgi · Jastrab · Kirchmann · Koch · Labous · Lippert · Mackaij · Olausson · Peperkamp · Rivera · Soek · Wiebes
Barale · Curinier · Georgi · Jastrab · Kirchmann · Koch · Kool · Labous · Lippert · Mackaij · Peperkamp · Uijen · Wiebes
Barale · Ciabocco · Curinier · Georgi · Hengeveld · Jastrab · Koch · Kool · Labous · van der Meiden · Peperkamp · Plouffe · Rayer · Storrie · Uijen · Vinke
Bader (vanaf 16/7) · Barale · Barbieri · Ciabocco · Georgi · Hengeveld · Jastrab · Koch · Kool · Labous · van der Meiden (tot 30/7) · Nelson · Peperkamp · Plouffe · Rayer · Smith · Storrie · Uijen · Vinke
Bader · Barale · Barbieri · Cavalli · Ciabocco · Georgi · Heremans · Jastrab · Koch · Kool · Londoño · Nelson · Peperkamp · Roldan · Smith · Storrie · Uijen · Vinke